# Мацусиро (княжество)

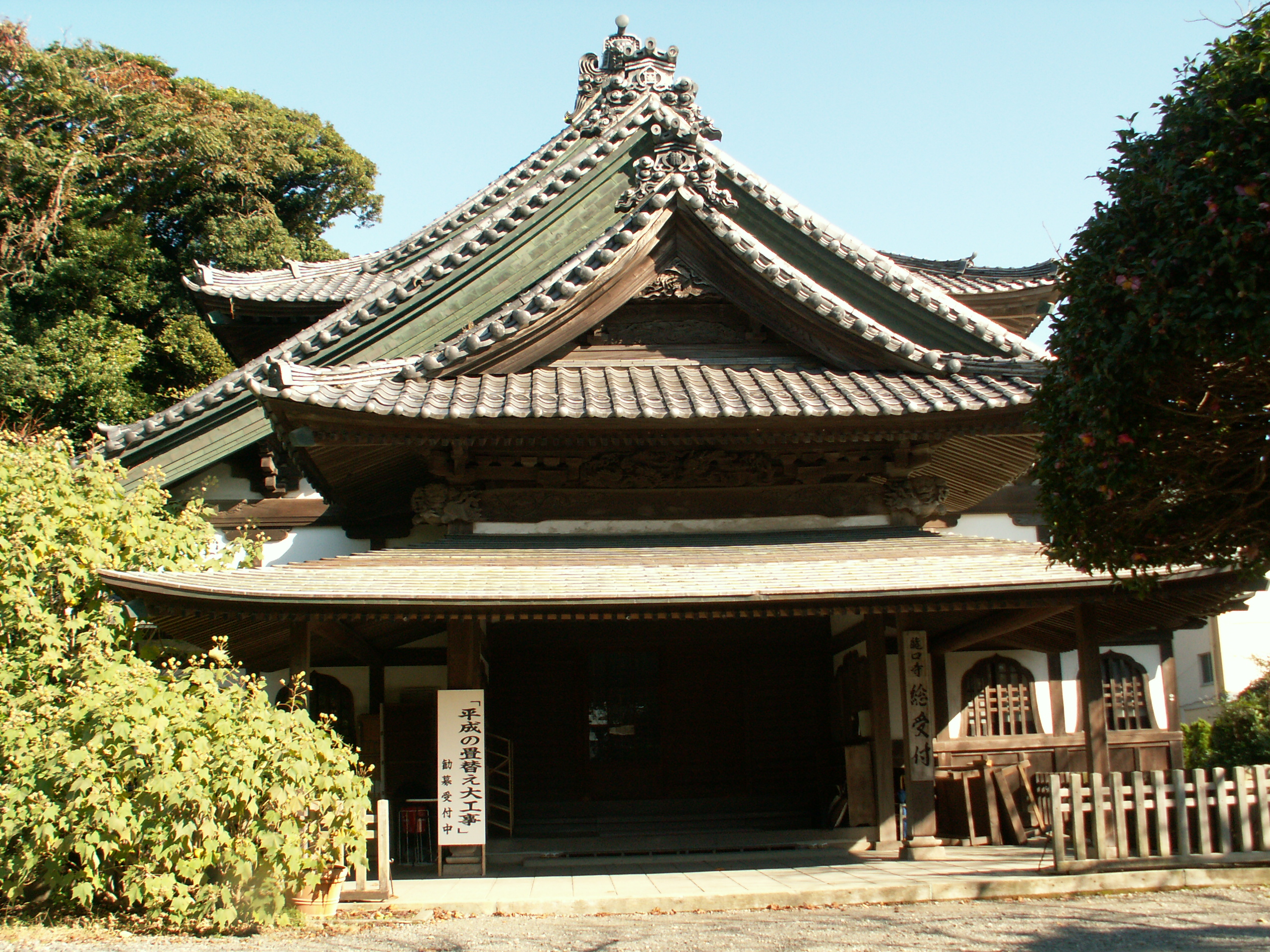
Вход в храм Рюко-дзи в столице Мацусиро-хана

Княжество Мацусиро (яп. 松代藩 Мацусиро-хан) — феодальное княжество (хан) в Японии периода Эдо (1600—1871), в провинции Синано региона Тосандо на острове Хонсю (современная префектура Нагано).

## Краткая история
Административный центр княжества: замок Мацусиро (провинция Синано).
Доход хана:
- 1600—1603 годы — 120 500 коку риса
- 1603—1610 годы — 140 000 коку
- 1616—1618 годы — 120 000 коку риса
- 1619—1622 годы — 100 000 коку
- 1622—1871 годы — 100 000 коку риса

В 1582 году Мори Нагаёси (1558—1584), вассал Ода Нобунага, получил во владение домен Мацусиро (провинция Синано) с доходом 100 000 коку риса. В 1584 году ему наследовал младший брат Мори Тадамаса (1570—1634), который в 1600 году был признан Токугавой Иэясу правителем Мацусиро-хана. В 1603 году Мори Тадамаса получил во владение земельный надел Цуяма (провинция Мимасака) с доходом 185 000 коку.
В 1603 году Мацусиро-хан получил во владение Токугава Тадатэру (1592—1683), шестой сын сёгуна Токугава Иэясу, который ранее правил в Сакура-хане. В 1610 году Тадатэру был переведён в Такада-хан (провинция Этиго). В 1616—1618 годах княжеством управлял Мацудайра Тадамаса (1598—1645), второй сын Юки Хидэясу и внук Токугава Иэясу. В 1618 году Мацудайра Тадамаса был переведён в Такада-хан.
В 1619 году правителем княжества Мацусиро стал Сакаи Тадакацу (1594—1647), бывший владелец Такада-хана. В 1622 году он был переведён в Цуруока-хан (провинция Дэва) с доходом 140 000 коку риса.
В 1622 году Мацусиро-хан был передан Санада Нобуюки (1566—1658), который ранее владел Уэда-ханом (провинция Синано). Его потомки управляли княжеством до 1871 года.
Мацусиро-хан был ликвидирован в 1871 году.

## Правители княжества
- Род Мори, 1600—1603 (тодзама-даймё)

| № | Имя           | Имя    | Годы правления | Годы жизни  | Примечания               |
| - | ------------- | ------ | -------------- | ----------- | ------------------------ |
| 1 | Мори Тадамаса | 森忠政 | 1600 — 1603    | 1570 — 1634 | Младший сын Мори Ёсинари |

- Род Токугава, 1603—1610 (симпан-даймё)

| № | Имя                | Имя       | Годы правления | Годы жизни  | Примечания                       |
| - | ------------------ | --------- | -------------- | ----------- | -------------------------------- |
| 1 | Мацудайра Тадатэру | 松平 忠輝 | 1603 — 1610    | 1592 — 1683 | Шестой сын сёгуна Токугава Иэясу |

- Мацудайра (ветвь Этидзэн), 1616—1618 (симпан-даймё)

| № | Имя                | Имя       | Годы правления | Годы жизни  | Примечания                                                  |
| - | ------------------ | --------- | -------------- | ----------- | ----------------------------------------------------------- |
| 1 | Мацудайра Тадамаса | 松平 忠昌 | 1616 — 1618    | 1598 — 1645 | Второй сын Юки Хидэясу и внук первого сёгуна Токугава Иэясу |

- Род Сакаи, 1619—1622 (фудай-даймё)

| № | Имя            | Имя       | Годы правления | Годы жизни  | Примечания                                  |
| - | -------------- | --------- | -------------- | ----------- | ------------------------------------------- |
| 1 | Сакаи Тадакацу | 酒井 忠勝 | 1619 — 1622    | 1594 — 1647 | Старший сын Сакаи Иэцугу, даймё Такада-хана |

- Род Санада, 1622—1871 (тодзама-даймё)

| №  | Имя             | Имя      | Годы правления | Годы жизни  | Примечания                                                                    |
| -- | --------------- | -------- | -------------- | ----------- | ----------------------------------------------------------------------------- |
| 1  | Санада Нобуюки  | 真田信之 | 1622 — 1656    | 1566 — 1658 | Старший сын Санада Масаюки, даймё Уэда-хана                                   |
| 2  | Санада Нобумаса | 真田信政 | 1656 — 1658    | 1597 — 1658 | Второй сын и преемник Санады Нобуюки                                          |
| 3  | Санада Юкимити  | 真田幸道 | 1658 — 1727    | 1657 — 1727 | Младший сын Санада Нобумаса                                                   |
| 4  | Санада Нобухиро | 真田信弘 | 1727 — 1736    | 1671 — 1736 | Внук Санада Нобумаса, усыновлён Санада Юкимити                                |
| 5  | Санада Нобуясу  | 真田信安 | 1737 — 1752    | 1714 — 1752 | Третий сын и преемник Санада Нобухиро                                         |
| 6  | Санада Юкихиро  | 真田幸弘 | 1752 — 1798    | 1740 — 1815 | Старший сын Санада Нобуясу                                                    |
| 7  | Санада Юкитака  | 真田幸専 | 1798 — 1823    | 1770 — 1828 | Сын Ии Наохидэ, 12-го даймё Хиконэ-хана, усыновлён Санада Юкихиро             |
| 8  | Санада Юкицура  | 真田幸貫 | 1823 — 1852    | 1791 — 1852 | Второй сын Мацудайра Саданобу, даймё Сиракава-хана, усыновлён Санада Юкитака  |
| 9  | Санада Юкинори  | 真田幸教 | 1852 — 1866    | 1836 — 1869 | Внук и преемник Санада Юкицура                                                |
| 10 | Санада Юкитами  | 真田幸民 | 1866 — 1871    | 1850 — 1903 | Старший сын Датэ Мунэхару, 8-го даймё Увадзима-хана, усыновлён Санада Юкинори |